# Bouilh-Péreuilh
Bouilh-Péreuilh  est une commune française située dans le nord du département des Hautes-Pyrénées, en région Occitanie. Sur le plan historique et culturel, la commune est dans l’ancien comté de Bigorre, comté historique des Pyrénées françaises et de Gascogne.
Exposée à un climat océanique altéré, elle est drainée par l'Estéous, le Lanénos et par divers autres petits cours d'eau. La commune possède un patrimoine naturel remarquable composé d'une zone naturelle d'intérêt écologique, faunistique et floristique.
Bouilh-Péreuilh est une commune rurale qui compte 121 habitants en 2022, après avoir connu un pic de population de 329 habitants en 1831. Elle fait partie de l'aire d'attraction de Tarbes..
Ses habitants sont appelés les Bolhois.

## Géographie

### Localisation
La commune de Bouilh-Péreuilh se trouve dans le département des Hautes-Pyrénées, en région Occitanie.
Elle se situe à 13 km à vol d'oiseau de Tarbes, préfecture du département, et à 15 km de Trie-sur-Baïse, bureau centralisateur du canton des Coteaux dont dépend la commune depuis 2015 pour les élections départementales.
La commune fait en outre partie du bassin de vie de Tarbes.
Les communes les plus proches sont : 
Marseillan (2,3 km), Soréac (2,4 km), Castelvieilh (2,5 km), Jacque (2,6 km), Louit (2,6 km), Peyrun (2,7 km), Collongues (3,0 km), Chelle-Debat (3,4 km).
Sur le plan historique et culturel, Bouilh-Péreuilh fait partie de l’ancien comté de Bigorre, comté historique des Pyrénées françaises et de Gascogne créé au IXe siècle puis rattaché au domaine royal en 1302, inclus ensuite au comté de Foix en 1425 puis une nouvelle fois rattaché au royaume de France en 1607. La commune est dans le pays de Tarbes et de la Haute Bigorre.
Bouilh-Péreuilh est limitrophe de neuf autres communes dont Pouyastruc au sud-ouest par un simple quadripoint.
| Castéra-Lou                                 | Peyrun          | Jacque     |
| Soréac, Louit                               | Bouilh-Péreuilh | Marseillan |
| Collongues, Pouyastruc (par un quadripoint) | Castelvieilh    |            |

### Hydrographie
Le ruisseau de Lanénos (affluent gauche de l'Arros) traverse la commune du sud au nord et forme la limite est avec la commune de Jacque.

Le ruisseau de Pépis (affluent gauche de Lanénos) traverse le territoire de la commune d'ouest en est et forme la limite nord avec la commune de Peyrun.

Le ruisseau de l'Estéous (affluent droit de l'Adour) traverse la commune du sud au nord et forme la limite ouest avec les communes des Castéra-Lou, Soréac, Louit, Collongues.

Le ruisseau de Barrastana (affluent gauche de Lanénos) qui prend sa source sur la commune, traverse le territoire de la commune d'ouest en est et forme la limite sud-est avec la commune de Marseillan.

Le ruisseau des Graves et le ruisseau du Pied du Bois (tous affluent gauche de Lanénos) traversent le territoire de la commune d'ouest en est.

Le ruisseau de la Fontaine Douce (affluent droit de l'Estéous) prend sa source sur la commune.

### Climat
Le climat est tempéré de type océanique, en raison de l'influence proche de l'océan Atlantique situé à peu près 150 km plus à l'ouest. La proximité des Pyrénées fait que la commune profite d'un effet de foehn, il peut aussi y neiger en hiver, même si cela reste inhabituel.
| Mois                              | jan.  | fév.  | mars  | avril | mai   | juin  | jui.  | août  | sep.  | oct.  | nov.  | déc.  | année   |
| --------------------------------- | ----- | ----- | ----- | ----- | ----- | ----- | ----- | ----- | ----- | ----- | ----- | ----- | ------- |
| Température minimale moyenne (°C) | 0,6   | 1,3   | 2,7   | 5,2   | 8,3   | 11,6  | 14,1  | 13,9  | 11,7  | 8     | 3,6   | 1,3   | 6,9     |
| Température moyenne (°C)          | 5,3   | 6,1   | 7,8   | 10    | 13,3  | 16,7  | 19,3  | 19    | 17,2  | 13,3  | 8,5   | 5,8   | 11,9    |
| Température maximale moyenne (°C) | 9,9   | 11    | 12,9  | 14,8  | 18,3  | 21,7  | 24,5  | 24    | 22,6  | 18,6  | 13,4  | 10,4  | 16,8    |
| Ensoleillement (h)                | 108,8 | 118,8 | 155,6 | 157,2 | 181,3 | 191,5 | 215,5 | 196,4 | 194,5 | 164,4 | 124,4 | 104,4 | 1 912,8 |
| Précipitations (mm)               | 112,8 | 97,5  | 100,2 | 105,7 | 113,6 | 80,7  | 57,3  | 70,3  | 71    | 85,2  | 93    | 112,1 | 1 099,4 |

### Milieux naturels et biodiversité

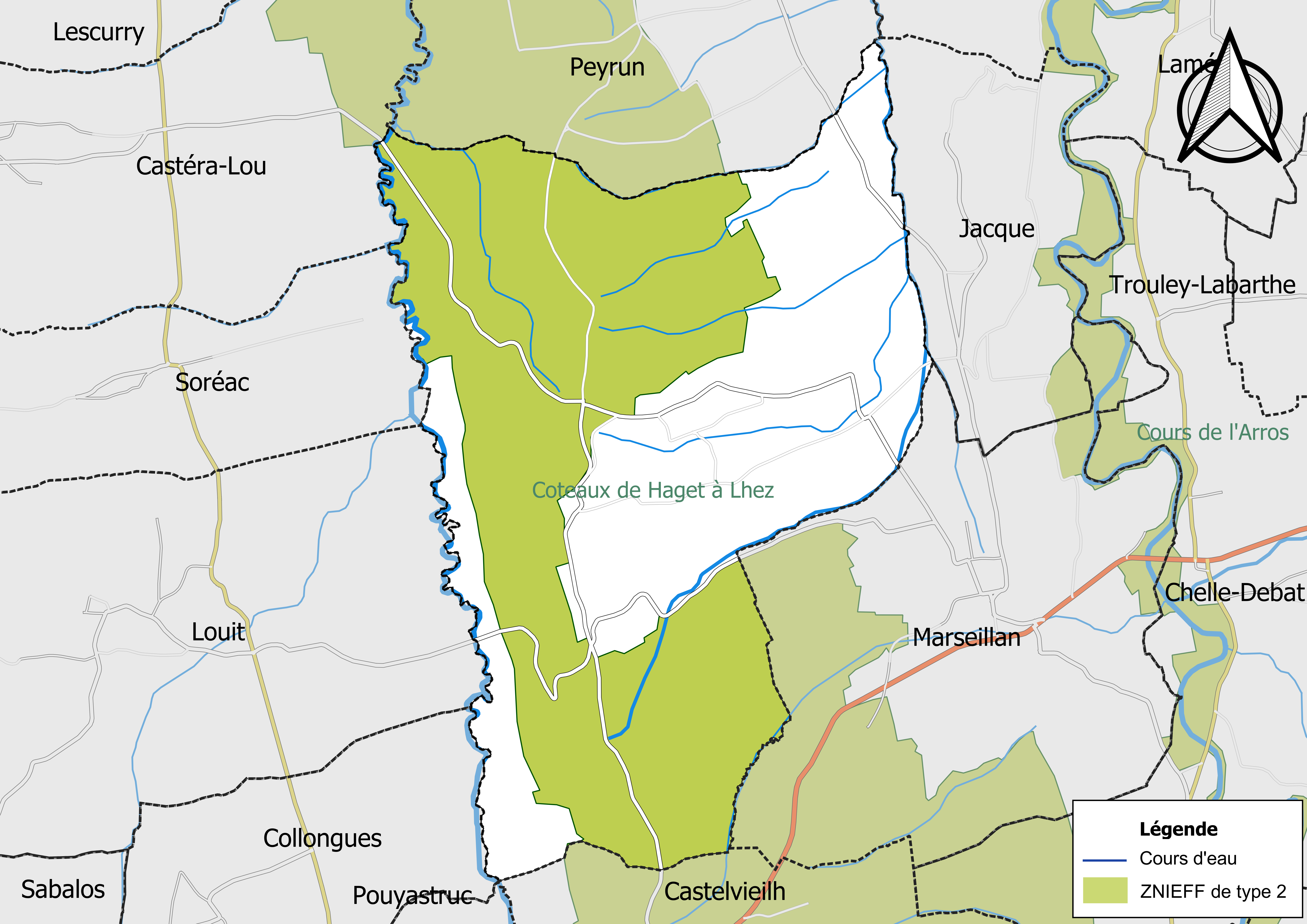
Carte de la ZNIEFF de type 2 localisée sur la commune.

L’inventaire des zones naturelles d'intérêt écologique, faunistique et floristique (ZNIEFF) a pour objectif de réaliser une couverture des zones les plus intéressantes sur le plan écologique, essentiellement dans la perspective d’améliorer la connaissance du patrimoine naturel national et de fournir aux différents décideurs un outil d’aide à la prise en compte de l’environnement dans l’aménagement du territoire.
Une ZNIEFF de type 2 est recensée sur la commune :
les « coteaux de Haget à Lhez » (4 261 ha), couvrant 32 communes dont quatre dans le Gers et 28 dans les Hautes-Pyrénées.

## Urbanisme

### Typologie
Au 1er janvier 2024, Bouilh-Péreuilh est catégorisée commune rurale à habitat dispersé, selon la nouvelle grille communale de densité à sept niveaux définie par l'Insee en 2022.
Elle est située hors unité urbaine. Par ailleurs la commune fait partie de l'aire d'attraction de Tarbes, dont elle est une commune de la couronne,. Cette aire, qui regroupe 153 communes, est catégorisée dans les aires de 50 000 à moins de 200 000 habitants,.

### Occupation des sols
L'occupation des sols de la commune, telle qu'elle ressort de la base de données européenne d’occupation biophysique des sols Corine Land Cover (CLC), est marquée par l'importance des territoires agricoles (54,9 % en 2018), une proportion sensiblement équivalente à celle de 1990 (54,5 %). La répartition détaillée en 2018 est la suivante : 
forêts (45,1 %), terres arables (23,3 %), prairies (21,9 %), zones agricoles hétérogènes (9,7 %).
L'IGN met par ailleurs à disposition un outil en ligne permettant de comparer l’évolution dans le temps de l’occupation des sols de la commune (ou de territoires à des échelles différentes). Plusieurs époques sont accessibles sous forme de cartes ou photos aériennes : la carte de Cassini (XVIIIe siècle), la carte d'état-major (1820-1866) et la période actuelle (1950 à aujourd'hui).

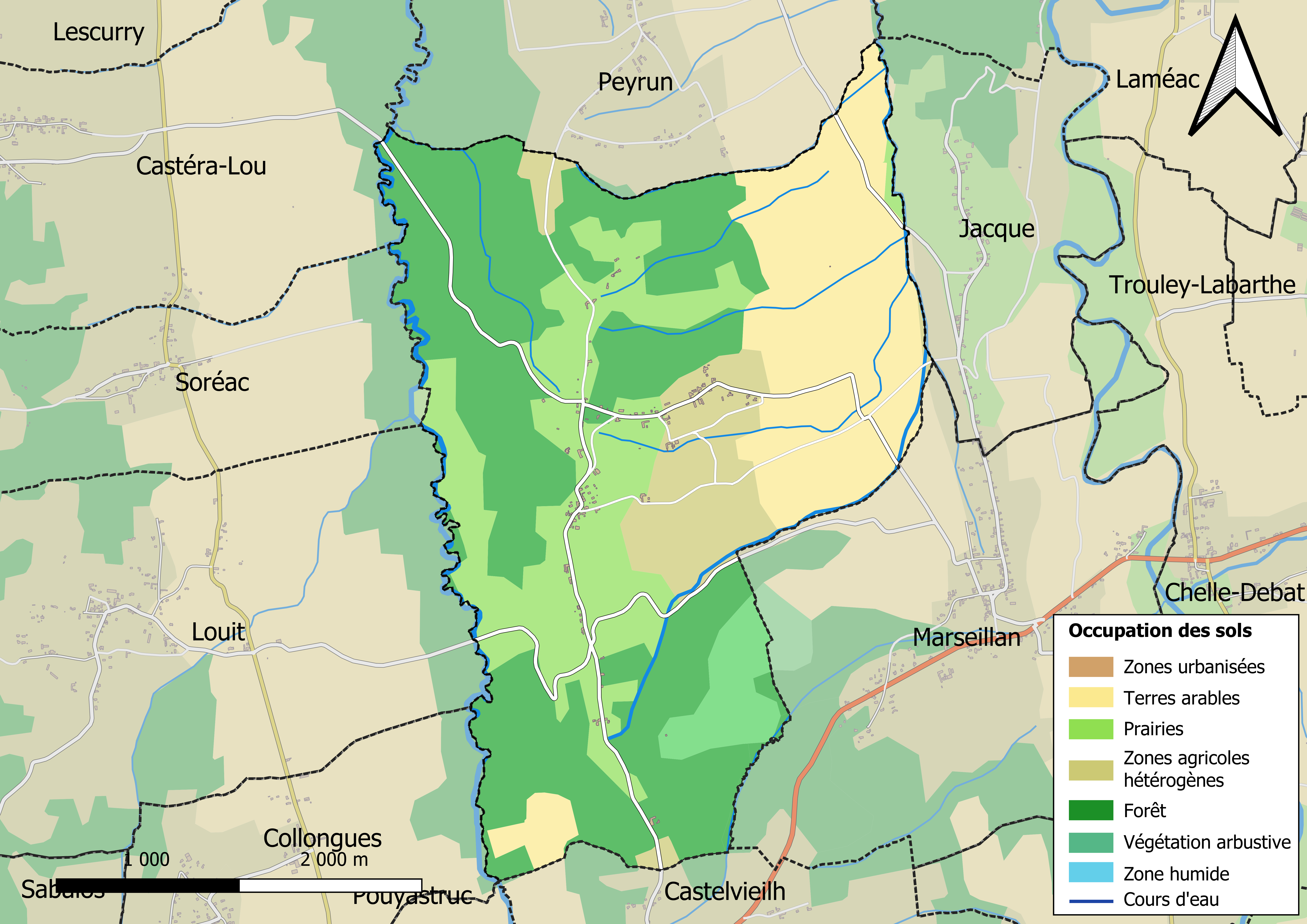
Carte des infrastructures et de l'occupation des sols en 2018 (CLC) de la commune.
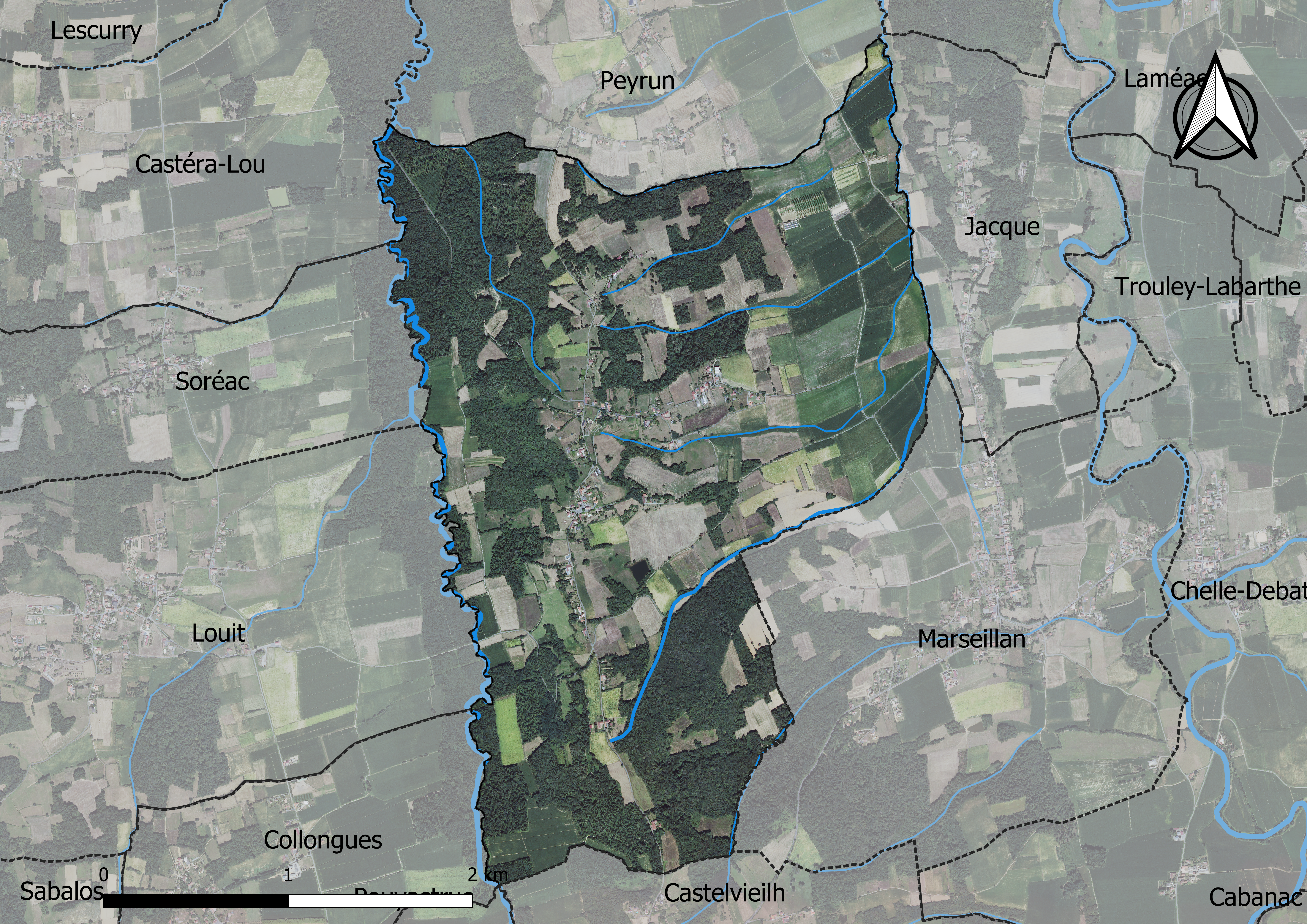
Carte orthophotogrammétrique de la commune.

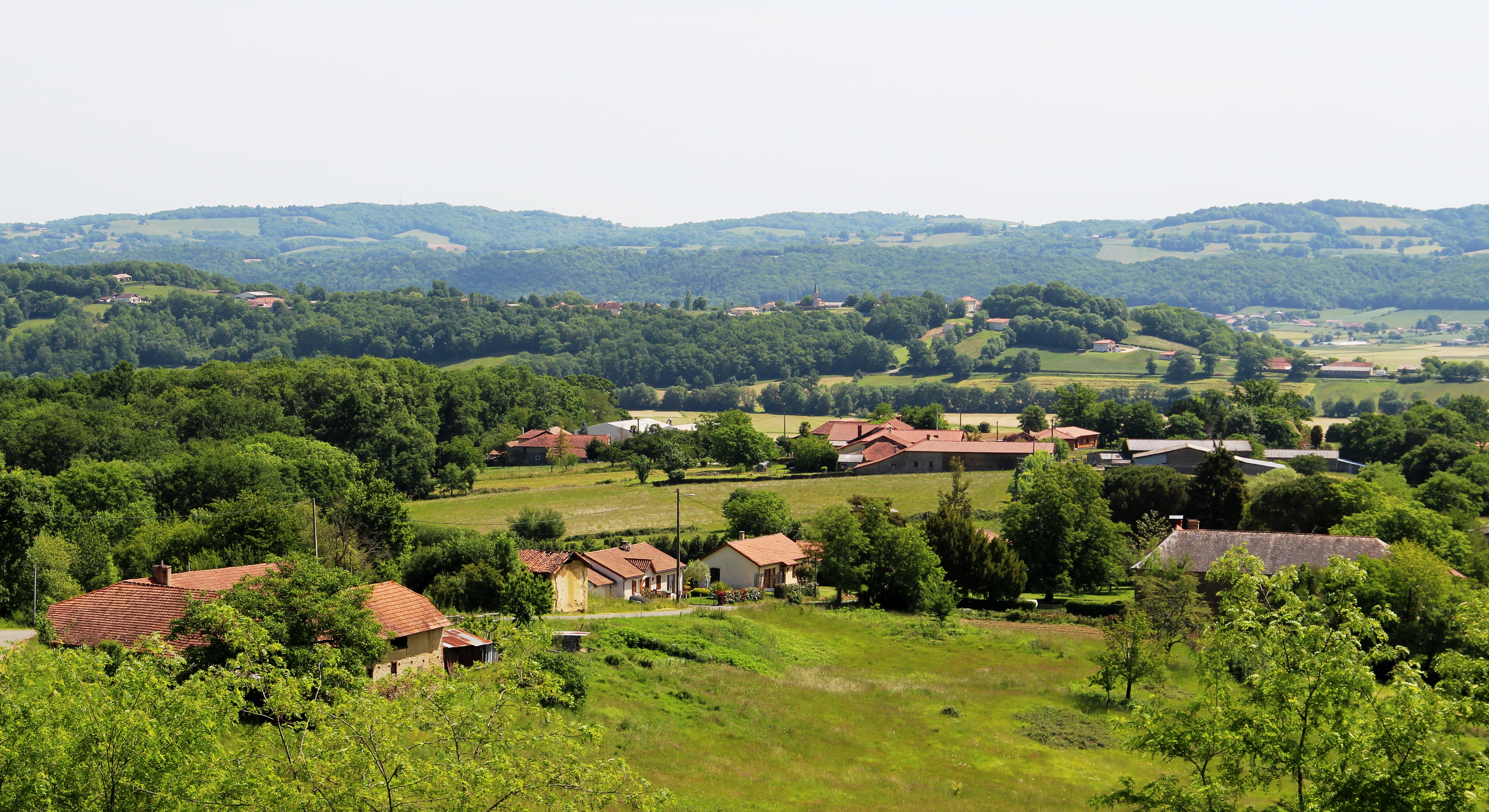
Vue de Péreuilh.

### Logement
En 2012, le nombre total de logements dans la commune est de 56.

Parmi ces logements, 83,5 % sont des résidences principales, 7,6 % des résidences secondaires et 8,9 % des logements vacants.

### Voies de communication et transports
Cette commune est desservie par les routes départementales D 2, D 89 et D 289.

### Risques majeurs
Le territoire de la commune de Bouilh-Péreuilh est vulnérable à différents aléas naturels : météorologiques (tempête, orage, neige, grand froid, canicule ou sécheresse), inondations, mouvements de terrains et séisme (sismicité modérée). Un site publié par le BRGM permet d'évaluer simplement et rapidement les risques d'un bien localisé soit par son adresse soit par le numéro de sa parcelle.
Certaines parties du territoire communal sont susceptibles d’être affectées par le risque d’inondation par débordement de cours d'eau, notamment l'Estéous et le Lanénos. La cartographie des zones inondables en ex-Midi-Pyrénées réalisée dans le cadre du XIe Contrat de plan État-région, visant à informer les citoyens et les décideurs sur le risque d’inondation, est accessible sur le site de la DREAL Occitanie. La commune a été reconnue en état de catastrophe naturelle au titre des dommages causés par les inondations et coulées de boue survenues en 1982, 1999 et 2009,.
Bouilh-Péreuilh est exposée au risque de feu de forêt. Un plan départemental de protection des forêts contre les incendies a été approuvé par arrêté préfectoral le 21 avril 2020 pour la période 2020-2029. Le précédent couvrait la période 2007-2017. L’emploi du feu est régi par deux types de réglementations. D’abord le code forestier et l’arrêté préfectoral du 27 octobre 2014, qui réglementent l’emploi du feu à moins de 200 m des espaces naturels combustibles sur l’ensemble du département. Ensuite celle établie dans le cadre de la lutte contre la pollution de l’air, qui interdit le brûlage des déchets verts des particuliers. L’écobuage est quant à lui réglementé dans le cadre de commissions locales d’écobuage (CLE)

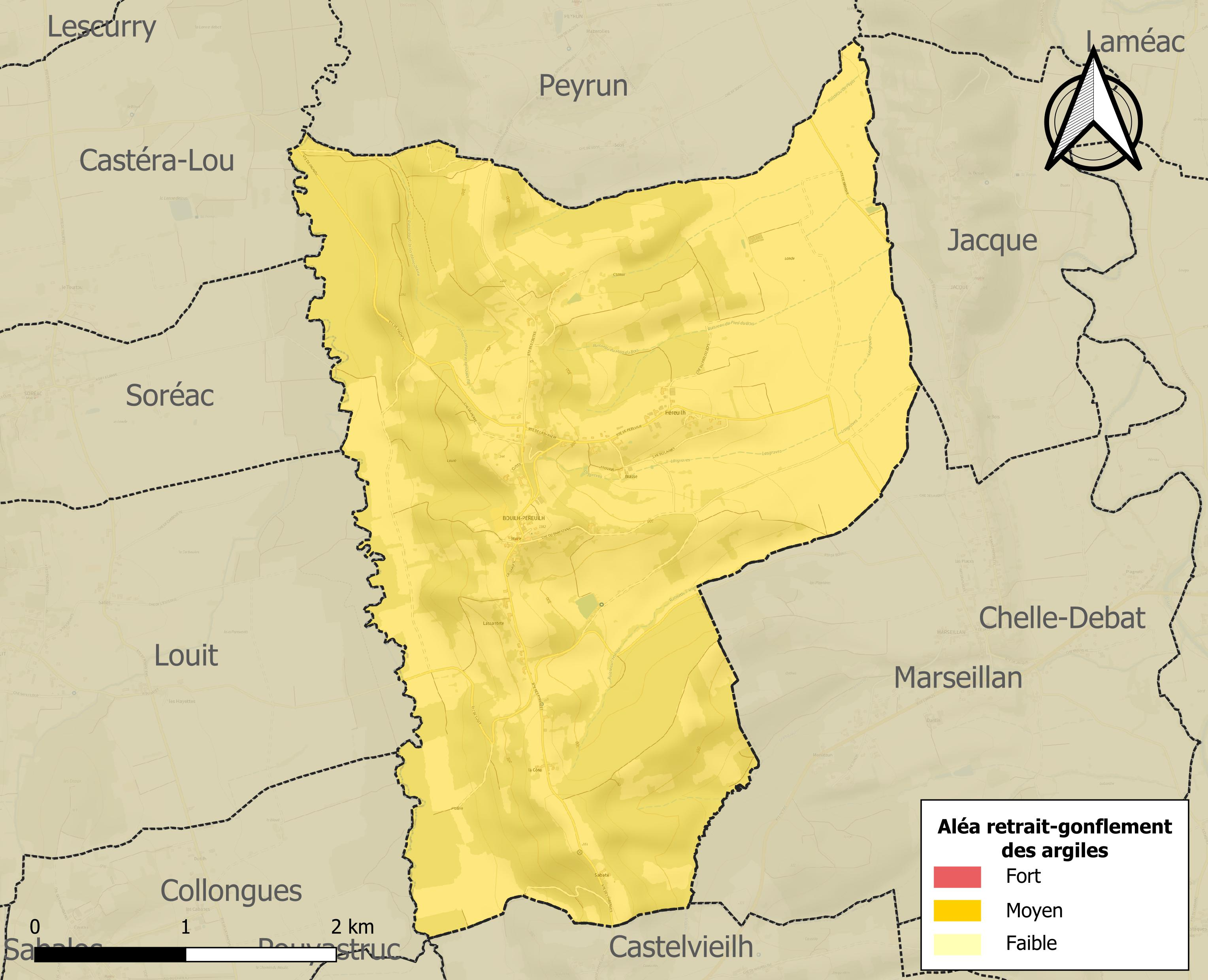
Carte des zones d'aléa retrait-gonflement des sols argileux de Bouilh-Péreuilh.

Les mouvements de terrains susceptibles de se produire sur la commune sont des tassements différentiels.
Le retrait-gonflement des sols argileux est susceptible d'engendrer des dommages importants aux bâtiments en cas d’alternance de périodes de sécheresse et de pluie. La totalité de la commune est en aléa moyen ou fort (44,5 % au niveau départemental et 48,5 % au niveau national). Sur les 60 bâtiments dénombrés sur la commune en 2019, 60 sont en aléa moyen ou fort, soit 100 %, à comparer aux 75 % au niveau départemental et 54 % au niveau national. Une cartographie de l'exposition du territoire national au retrait gonflement des sols argileux est disponible sur le site du BRGM,.
Par ailleurs, afin de mieux appréhender le risque d’affaissement de terrain, l'inventaire national des cavités souterraines permet de localiser celles situées sur la commune.
Concernant les mouvements de terrains, la commune a été reconnue en état de catastrophe naturelle au titre des dommages causés par des mouvements de terrain en 1999.

## Toponymie

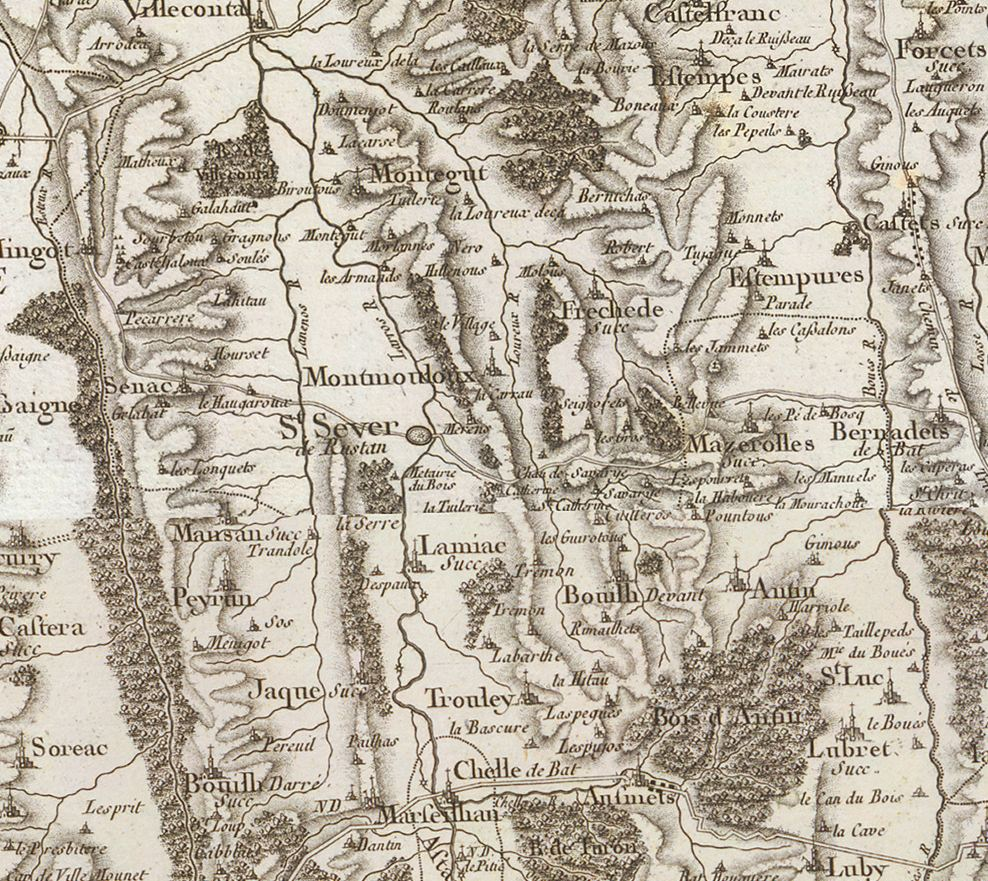
Extrait de la carte de Cassini (entre 1756 et 1789) situant Bouilh-Péreuilh au sud-ouest de Saint-Sever-de-Rustan.

On trouvera les principales informations dans le Dictionnaire toponymique des communes des Hautes Pyrénées de Michel Grosclaude et Jean-François Le Nail qui rapporte les dénominations historiques du village :

### Bouilh
Dénominations historiques :
- Boills, (XIIe siècle, cartulaire de Bigorre) ;
- Bolls, (ibid.) ;
- Bols, (v. 1200-1230, ibid.) ;
- De Bouilho, (1342, pouillé de Tarbes) ;
- Bolhs, (1379, procuration Tarbes) ;
- Boulhs, (1429, censier de Bigorre) ;
- Bouilh-Darré, (fin XVIIIe siècle, carte de Cassini).

Étymologie : Selon Ernest Nègre, le nom est issu du latin bovillum qui signifie domaine à bœufs. Du latin Bovile (« étable à bœuf ») et par extension la métairie.
Nom occitan : Bolh Darrèr.

### Péreuilh
Dénominations historiques :
- A. G. de Peruilhs, (1285, Montre Bigorre) ;
- De Peyruls, (1313, Debita regi Navarre) ;
- Perulhs, (1429, censier Bigorre) ;
- Peruilh, (1737, registres paroissiaux) ;
- Péreuilh, (1789, cahier de doléances Bigorre) ;
- Peruilh, (1790, Département 2) ;
- Pereuil, (fin XVIIIe siècle carte de Cassini).

Étymologie : du gascon perulh, « poirier sauvage ».
Nom occitan : Perulh.

## Histoire

### Cadastre napoléonien de Bouilh-Péreuilh
Le plan cadastral napoléonien de Bouilh-Péreuilh est consultable sur le site des archives départementales des Hautes-Pyrénées.

## Politique et administration

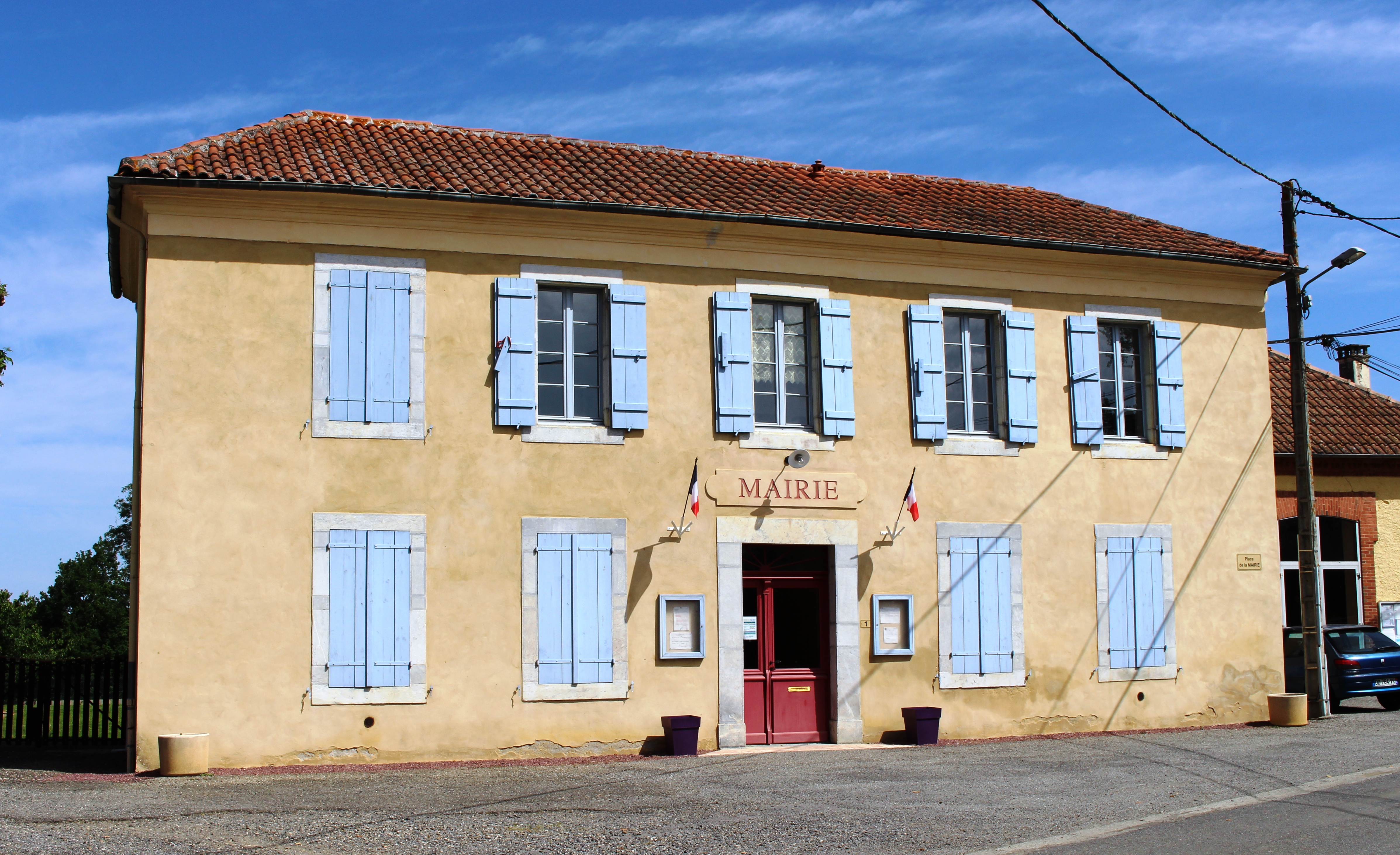
La mairie en 2017.

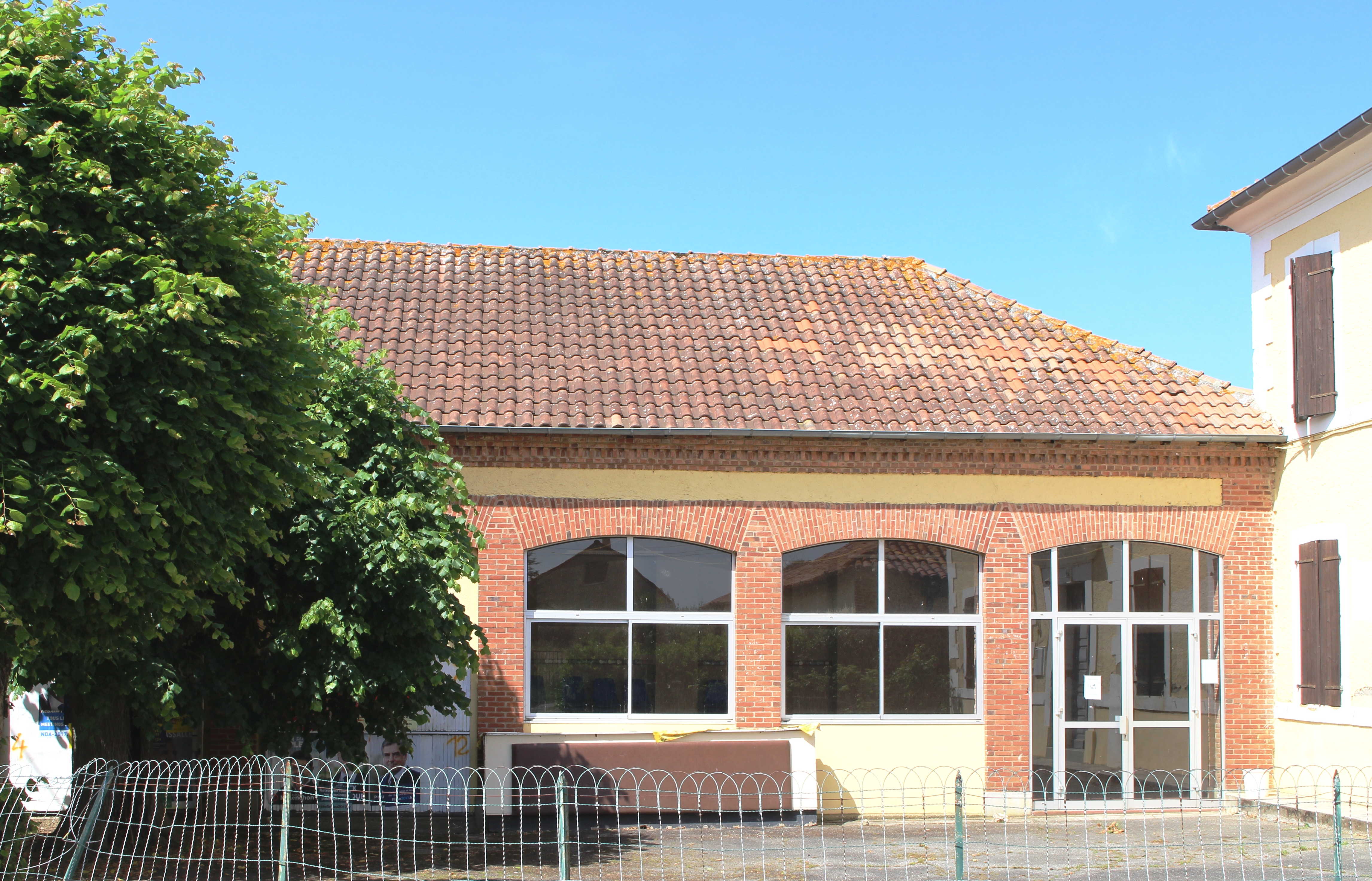
Le foyer rural en 2017.

### Liste des maires
| Période                                  | Période   | Identité         | Étiquette | Qualité |
| ---------------------------------------- | --------- | ---------------- | --------- | ------- |
| Les données manquantes sont à compléter. |           |                  |           |         |
|                                          |           |                  |           |         |
| mars 1995                                | mars 2001 | Jean Villemur    |           |         |
| mars 2001                                | mars 2014 | Guillaume Lapeze |           |         |
| mars 2014                                | 2018      | Yves Caréac      |           |         |
| juin 2018                                | en cours  | Michel Iriarte   |           |         |

### Rattachements administratifs et électoraux

#### Historique administratif
Bouilh-Darré et Péreuilh appartiennent au pays et sénéchaussée de Bigorre, quarteron de Tarbes et de  Rabastens, baronnie de Castelvieilh, canton de  Saint-Sever puis  d'Aubarède (1790), chef-lieu transféré à  Pouyastruc (1803).
Bouilh-Darré et Péreuilh sont réunies en 1831 sous le nom de Bouilh-Péreuilh.

#### Intercommunalité
Bouilh-Péreuilh appartient à la communauté de communes des Coteaux du Val d'Arros créée en janvier 2017 et qui réunit 54 communes.

## Population et société

### Démographie

#### Évolution démographique

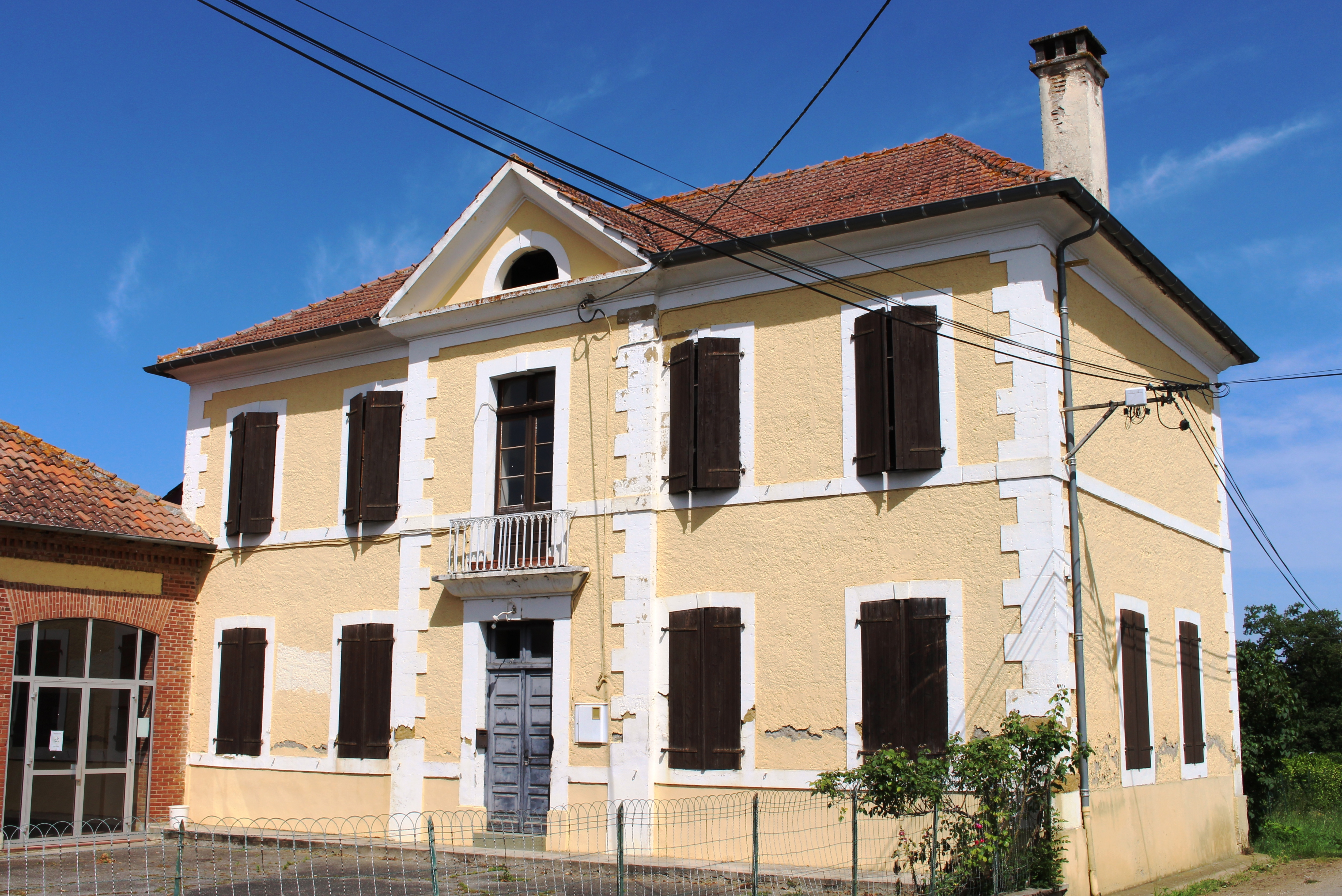
L’ancienne école en 2017.

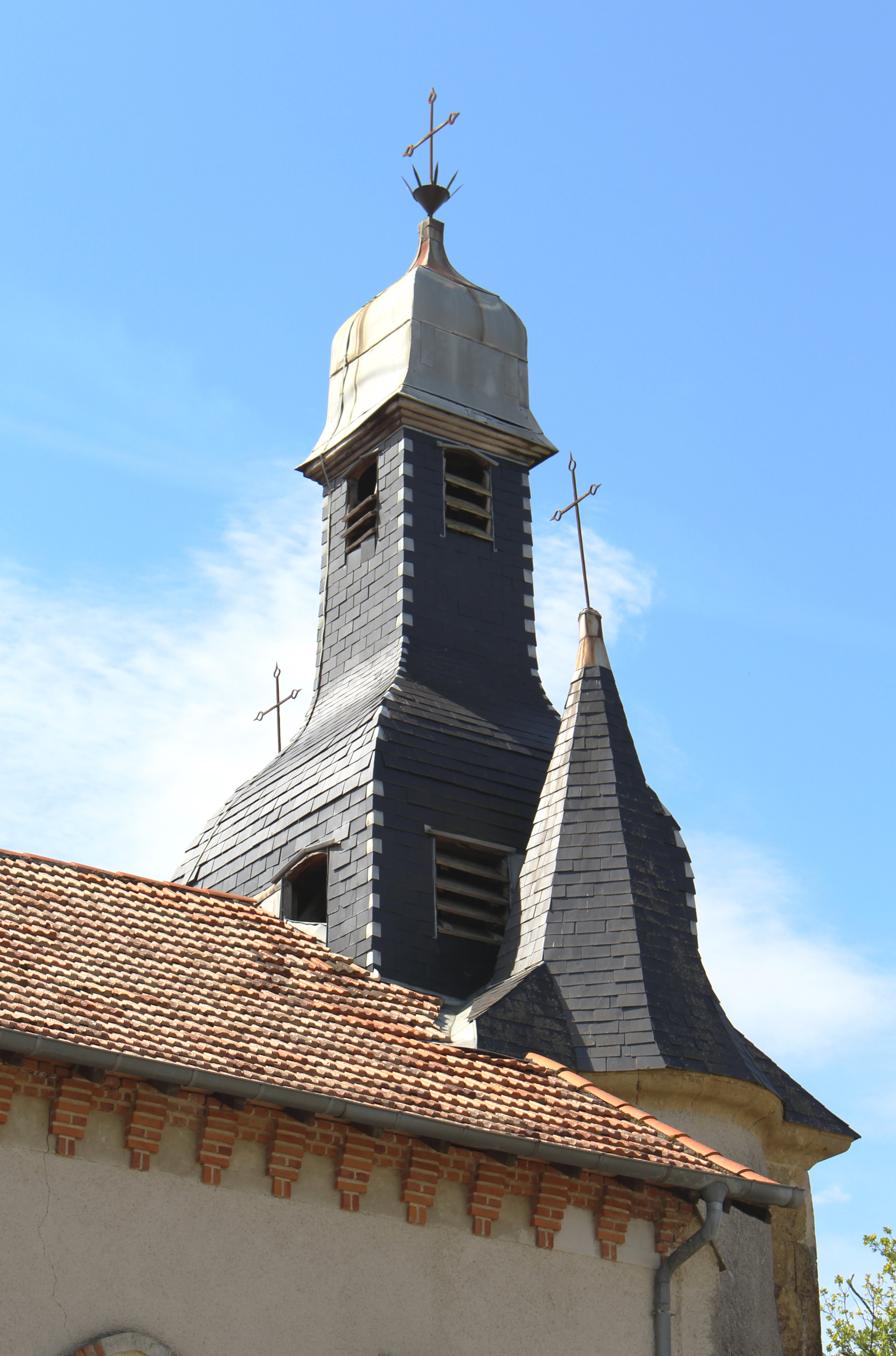
L'église Saint-Martin en 2017.

| 1793 | 1800 | 1806 | 1821 | 1831 | 1836 | 1841 | 1846 | 1851 |
| ---- | ---- | ---- | ---- | ---- | ---- | ---- | ---- | ---- |
| 146  | 107  | 131  | 178  | 329  | 315  | 306  | 320  | 327  |

| 1856 | 1861 | 1866 | 1876 | 1881 | 1886 | 1891 | 1896 | 1901 |
| ---- | ---- | ---- | ---- | ---- | ---- | ---- | ---- | ---- |
| 325  | 315  | 322  | 280  | 271  | 263  | 223  | 215  | 192  |

| 1906 | 1911 | 1921 | 1926 | 1931 | 1936 | 1946 | 1954 | 1962 |
| ---- | ---- | ---- | ---- | ---- | ---- | ---- | ---- | ---- |
| 200  | 179  | 150  | 158  | 137  | 129  | 106  | 111  | 88   |

| 1968 | 1975 | 1982 | 1990 | 1999 | 2004 | 2006 | 2009 | 2014 |
| ---- | ---- | ---- | ---- | ---- | ---- | ---- | ---- | ---- |
| 84   | 84   | 93   | 90   | 88   | 89   | 91   | 102  | 90   |

| 2019 | 2022 | - | - | - | - | - | - | - |
| ---- | ---- | - | - | - | - | - | - | - |
| 109  | 121  | - | - | - | - | - | - | - |

### Enseignement
La commune dépend de l'académie de Toulouse. Elle ne dispose plus d'école en 2016.

## Économie

### Emploi
|                | 2008  | 2013  | 2018  |
| -------------- | ----- | ----- | ----- |
| Commune        | 6,5 % | 8,5 % | 8,7 % |
| Département    | 7,7 % | 9,4 % | 9,8 % |
| France entière | 8,3 % | 10 %  | 10 %  |

En 2018, la population âgée de 15 à 64 ans s'élève à 64 personnes, parmi lesquelles on compte 79,7 % d'actifs (71 % ayant un emploi et 8,7 % de chômeurs) et 20,3 % d'inactifs,. Depuis 2008, le taux de chômage communal (au sens du recensement) des 15-64 ans est inférieur à celui de la France et du département.
La commune fait partie de la couronne de l'aire d'attraction de Tarbes, du fait qu'au moins 15 % des actifs travaillent dans le pôle,. Elle compte 8 emplois en 2018, contre 10 en 2013 et 10 en 2008. Le nombre d'actifs ayant un emploi résidant dans la commune est de 48, soit un indicateur de concentration d'emploi de 17,3 % et un taux d'activité parmi les 15 ans ou plus de 61,1 %.
Sur ces 48 actifs de 15 ans ou plus ayant un emploi, 8 travaillent dans la commune, soit 17 % des habitants. Pour se rendre au travail, 84,6 % des habitants utilisent un véhicule personnel ou de fonction à quatre roues, 1,9 % s'y rendent en deux-roues, à vélo ou à pied et 13,5 % n'ont pas besoin de transport (travail au domicile).

## Culture locale et patrimoine

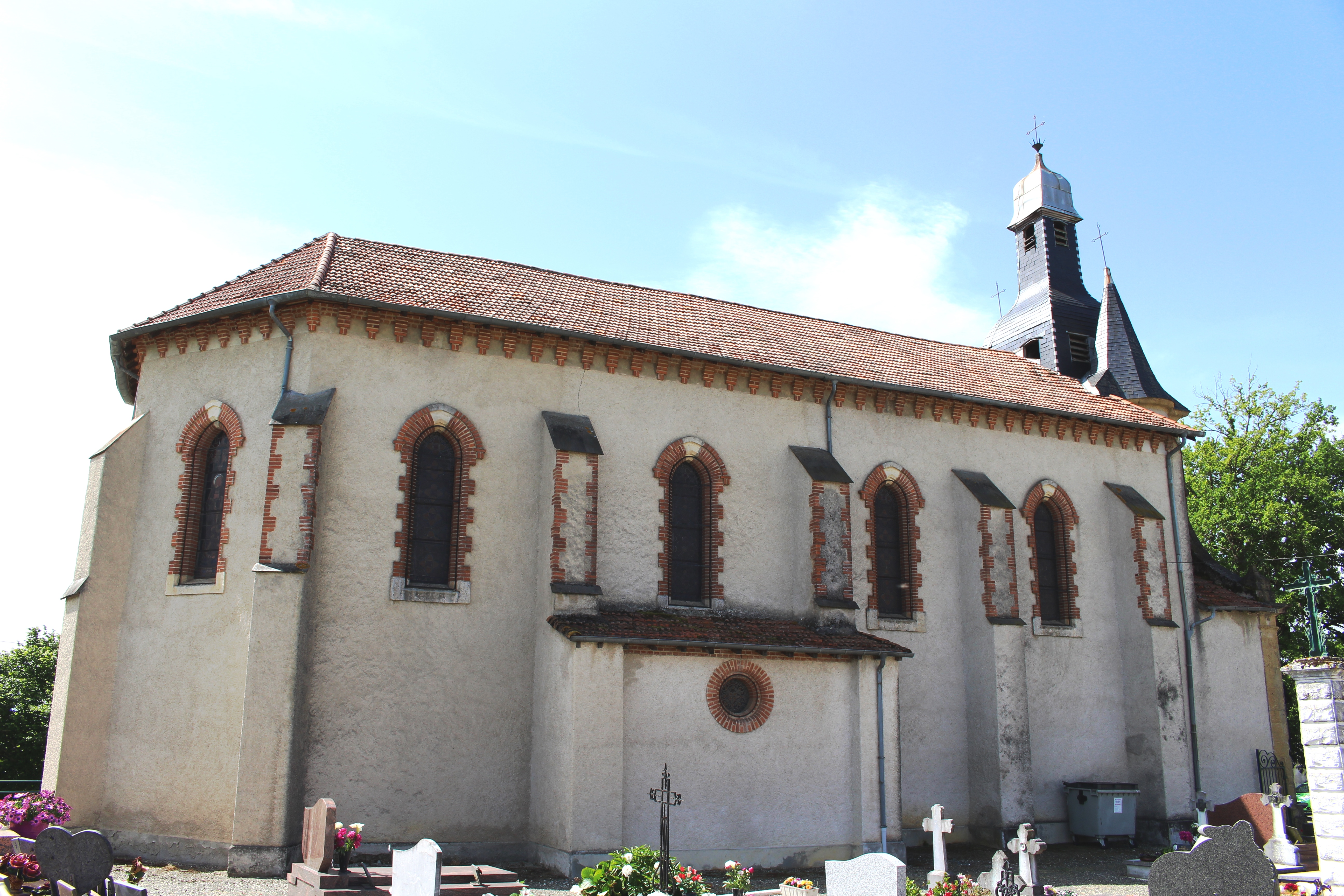
L'église Saint-Martin en 2017.

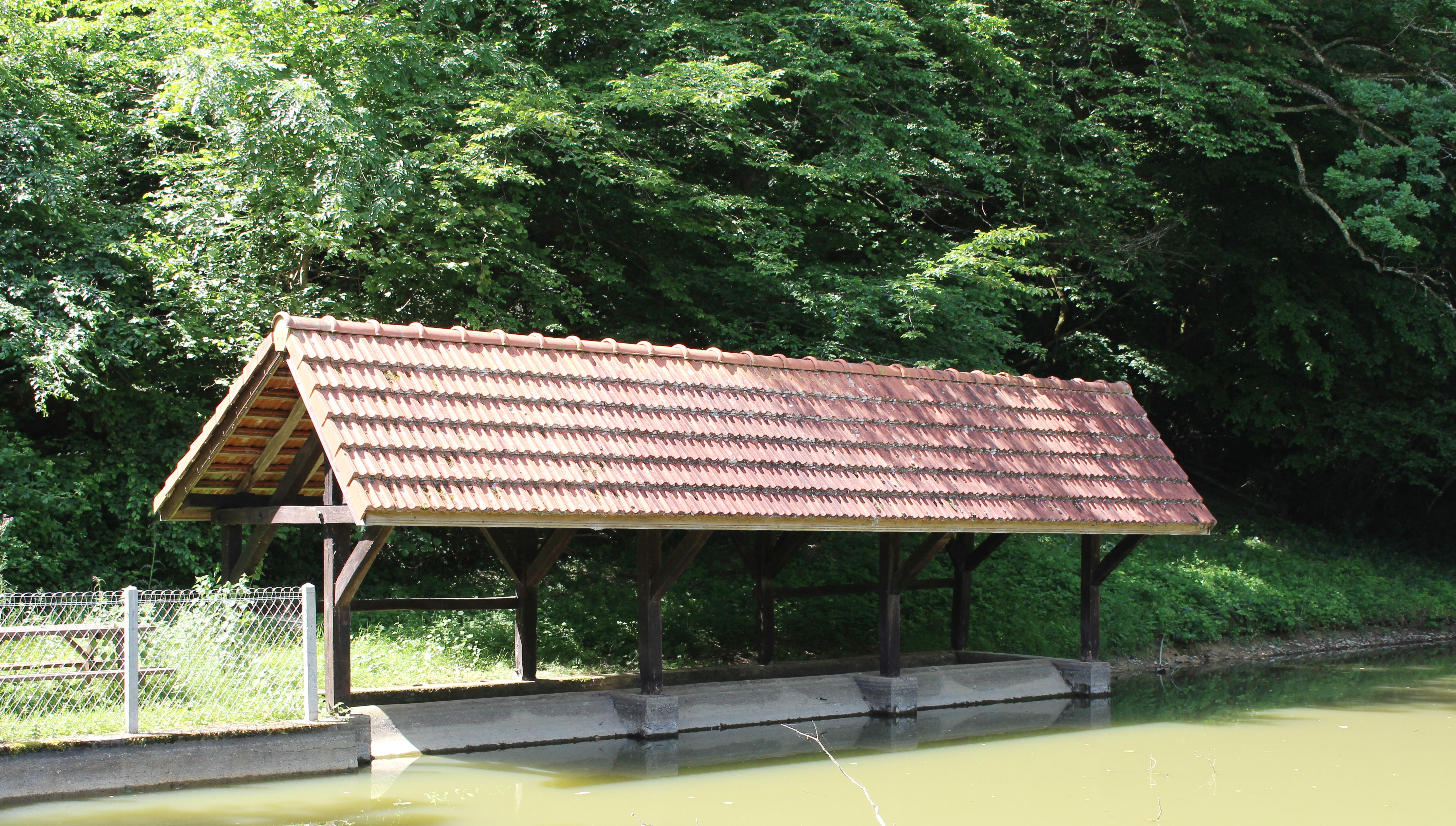
Le lavoir.

### Lieux et monuments

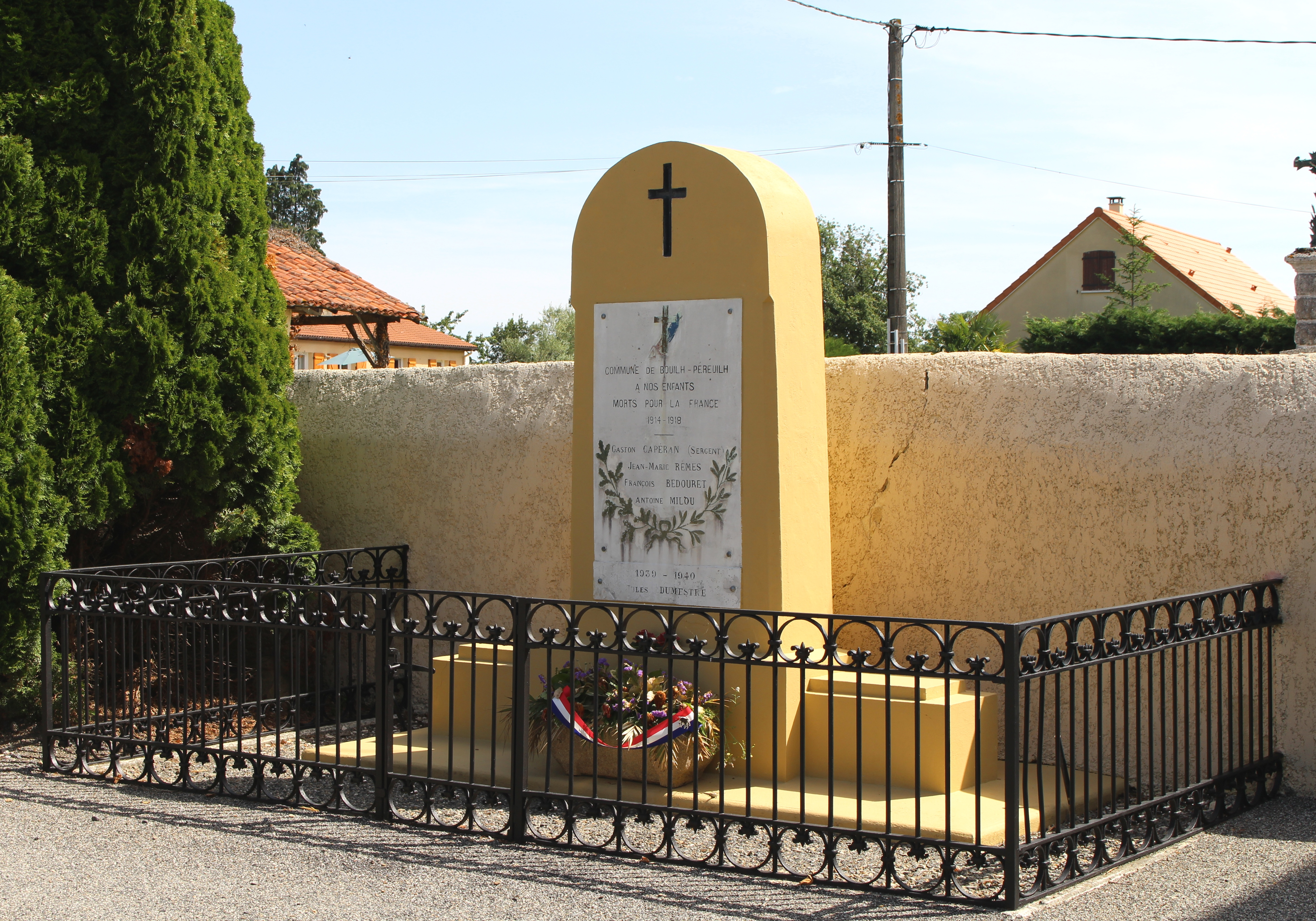
Le monument aux morts municipal.

- Église Saint-Martin de Bouilh-Péreuilh.
- Lavoir.

### Héraldique
Commune sans blason officiel.